# Memórias Póstumas de Brás Cubas
Memórias Póstumas de Brás Cubas é um romance escrito por Machado de Assis, desenvolvido em princípio como folhetim, de março a dezembro de 1880, na Revista Brasileira, para, no ano seguinte, ser publicado como livro, pela então Tipografia Nacional como Memorias Posthumas de Braz Cubas.
O livro tem como marcas um tom cáustico e novo estilo na obra de Machado de Assis, bem como audácia e inovação temática no cenário literário nacional, que o fez receber, à época, resenhas estranhadas. Confessando adotar a "forma livre" de Laurence Sterne em seu Tristram Shandy (1759–67), ou de Xavier de Maistre, em Memórias Póstumas rompe com a narração linear e objetivista de autores proeminentes da época, como Flaubert e Zola, para retratar o Rio de Janeiro e sua época em geral com pessimismo, ironia e indiferença — um dos fatores que fizeram com que fosse amplamente considerada a obra que iniciou o Realismo no Brasil, ainda que com elementos livres e próprios a Machado de Assis.
Memórias Póstumas de Brás Cubas retrata a escravidão, as classes sociais, o cientificismo e o positivismo da época, chegando a criar, inclusive, uma nova filosofia — mais bem desenvolvida posteriormente em Quincas Borba (1891) — o humanitismo, sátira à lei do mais forte do "darwinismo social". Críticos e escritores também atestam que, com esse romance, Machado de Assis antecipou e precedeu uma série de elementos de vanguarda que só seriam ampliados e assimilados no século seguinte, sejam do modernismo e da Semana de 22, da Poesia Concreta, da literatura fantástica e do realismo mágico de autores como Jorge Luis Borges, Julio Cortázar e brasileiros, e, de fato, alguns chamam-na "primeira narrativa fantástica do Brasil", ainda que o fantástico seja apenas um traço de humor para retratar a realidade sem pudores. O livro influencia e influenciou gerações de escritores como John Barth, Donald Barthelme e Ciro dos Anjos, e é notado como uma das obras mais revolucionárias e inovadoras da literatura brasileira. Mesmo depois de mais de um século de sua publicação original, ainda tem recebido inúmeros estudos e interpretações, adaptações para diversas mídias e traduções para outras línguas. Em 2020, por exemplo, uma nova tradução para o inglês esgotou em um dia após seu lançamento nos Estados Unidos.
Embora não haja uma lista completa e definitiva de todas as traduções, sabe-se que o romance Memórias Póstumas de Brás Cubas foi traduzido para os seguintes idiomas: inglês, francês, espanhol, alemão, italiano, sueco, polonês, tcheco, russo, romeno, estoniano, holandês e esperanto.  

## Enredo
Narrado em primeira pessoa, seu autor é Brás Cubas, um "defunto-autor", isto é, um homem que já morreu e que deseja escrever a sua autobiografia. Nascido numa típica família da elite carioca do século XIX, do túmulo o morto escreve suas memórias póstumas começando com uma "Dedicatória": Ao verme que primeiro roeu as frias carnes do meu cadáver dedico como saudosa lembrança estas memórias póstumas. Seguido da dedicatória, no outro capítulo, "Ao Leitor", o próprio narrador explica o estilo de seu livro, enquanto o próximo, "Óbito do Autor", começa realmente com a narrativa, explicando seus funerais e em seguida a causa mortis, uma pneumonia contraída enquanto inventava o "emplastro Brás Cubas", panaceia medicamentosa que foi sua última obsessão e que lhe "garantiria a glória entre os homens". No Capítulo VII, "O Delírio", narra o que antecedeu ao óbito.
No Capítulo IX, "Transição", principiam propriamente as memórias. Brás Cubas começa revendo a própria infância de menino rico, mimado e endiabrado: desde cedo ostentava o apelido de "menino diabo" e já dava mostras da índole perversa quebrando a cabeça das escravas quando não era atendido em algum querer ou montando num dos filhos dos escravos de sua casa, o moleque Prudêncio, que fazia de cavalo. Aos dezessete anos, Brás Cubas apaixona-se por Marcela, "amiga de rapazes e de dinheiro", prostituta de luxo, um amor que durou "quinze meses e onze contos de réis", e que quase acabou com a fortuna da família.
A fim de se esquecer dessa decepção amorosa, o protagonista foi enviado a Coimbra, onde se formou em Direito, após alguns anos de boêmia desbravada, "fazendo romantismo prático e liberalismo teórico". Retorna ao Rio de Janeiro por ocasião da morte da mãe. Depois de namorar inconsequentemente Eugênia, "coxa de nascença", filha de D. Eusébia, amiga pobre da família, o pai planeja induzi-lo na política através do casamento e encaminha o relacionamento do filho com Virgília, filha do Conselheiro Dutra, que apadrinharia o futuro genro. Porém Virgília prefere casar-se com Lobo Neves, também candidato a uma carreira política. Com a morte do pai de Brás Cubas, instaura-se um conflito entre ele e sua irmã, Sabrina, casada com Cotrim, por conta da herança.
Quando Virgília reaparece, anunciada pelo primo Luís Dutra, reencontra-se com Brás Cubas e tornam-se amantes, vivendo no adultério a paixão que não tiveram quando noivos. Virgília engravida, no entanto a criança morre antes de nascer. Para manter discreta sua relação amorosa, Brás Cubas corrompe Dona Plácida, que por cinco contos de réis aceita figurar-se como moradora de uma casinha na Gamboa, que na verdade serve de encontro entre os amantes. Então segue-se o encontro do protagonista com Quincas Borba, amigo de infância que agora miserável lhe rouba o relógio, devolvendo-lhe depois. Quincas Borba, filósofo doido, apresenta ao amigo o Humanitismo.
Perseguindo a celebridade ou procurando uma vida menos tediosa, Brás Cubas torna-se deputado, enquanto Lobo Neves é nomeado presidente de uma província e parte com Virgília para o Norte, porquanto que termina a relação dos amantes. Sabina arranja uma noiva para Brás Cubas, a Nhã-Loló, sobrinha de Cotrim, de 19 anos, mas ela morre de febre amarela e Brás Cubas torna-se definitivamente um solteirão. Tenta ser Ministro de Estado mas fracassa; funda um jornal de oposição e fracassa. Quincas Borba dá os primeiros sinais de demência. Virgília, já velha e desfigurada em sua beleza, solicita a ele o amparo à indigência de Dona Plácida, que morre em seguida. Morrem também Lobo Neves, Marcela e Quincas Borba. Eugênia é encontrada num cortiço. A última tentativa de glória, portanto, é o "emplasto Brás Cubas", remédio que curaria todas as doenças; ironicamente, numa de suas saídas à rua para cuidar de seu projeto, molha-se na chuva e apanha uma pneumonia, da qual vem a falecer, aos 64 anos. Virgília, acompanhada do filho, vai visitá-lo na cama e, após longo delírio, morre assistido por alguns familiares. Depois de morto, começa a contar, de trás para frente, a história de sua vida e escreve assim as últimas linhas do capítulo derradeiro:
Este último capítulo é todo de negativas. Não alcancei a celebridade do emplasto, não fui ministro, não fui califa, não conheci o casamento. Verdade é que, ao lado dessas faltas, coube-me a boa fortuna de não comprar o pão com o suor do meu rosto. Mais; não padeci a morte de D. Plácida, nem a semidemência do Quincas Borba. Somadas umas coisas e outras, qualquer pessoa imaginará que não houve míngua nem sobra, e conseguintemente que saí quite com a vida. E imaginará mal; porque ao chegar a este outro lado do mistério, achei-me com um pequeno saldo, que é a derradeira negativa deste capítulo de negativas: — Não tive filhos, não transmiti a nenhuma criatura o legado da nossa miséria.
— Memórias Póstumas de Brás Cubas, Capítulo CLX

## Personagens
O livro possui os seguintes personagens:
Família de Brás Cubas
- Brás Cubas, personagem-protagonista.
- Sabina, irmã de Brás Cubas, casada com Cotrim.
- Cotrim, cunhado de Brás Cubas.
- João, um oficial do grupo de infantaria.
- Bento Cubas, Pai de Brás Cubas.

Casos amorosos de Brás Cubas
- Marcela, cortesã espanhola e primeiro caso amoroso de Brás Cubas.
- Eugênia, filha de D. Eusébia, segundo amor do protagonista, chamada de Eugênia, a flor da moita.
- Virgília, filha do Conselheiro Dutra, o grande amor de Brás Cubas, e amante dele.
- Nhã-Loló (Eulália Damascena de Brito), pretendente a esposa de Brás Cubas, porém morre de febre amarela. Chamada de Eulália, a flor do pântano.

Outros Personagens
- Quincas Borba (Joaquim Borba dos Santos), filósofo, teórico do Humanitismo, amigo de infância de Brás Cubas. (Recebe melhor retrato em Quincas Borba, romance seguinte.)
- D. Eusébia, amiga pobre da família Cubas.
- Conselheiro Dutra, homem bem posto no mundo da política, pai de Virgília.
- Lobo Neves, político e marido de Virgília.
- Luís Dutra, primo de Virgília.
- Dona Plácida, beata velha e pobre, empregada de Virgília e que protege os amantes.

Secundários
- Prudêncio, moleque filho de escravos, servia de brinquedo na infância de Brás Cubas. Aparece ou é citado somente no Capítulo XI, XXV, XLVI e finalmente no LXVIII quando, já crescido e livre, é encontrado por Brás numa praça, batendo num escravo negro que ele comprou.

## Crítica

### Inovação

#### Gênero: Romantismo x Realismo
A crítica considera Memórias Póstumas de Brás Cubas o romance que introduziu o Realismo na literatura brasileira. De fato, ao lado de outras obras como Ocidentais (1882), Histórias sem Data (1884), Várias Histórias (1896) e Páginas Recolhidas (1899), este livro foi também um divisor de águas na própria obra de Machado de Assis, aquele que iniciou a sua carreira madura, como o próprio autor reconhece na citação ao lado numa reedição tardia de Helena.

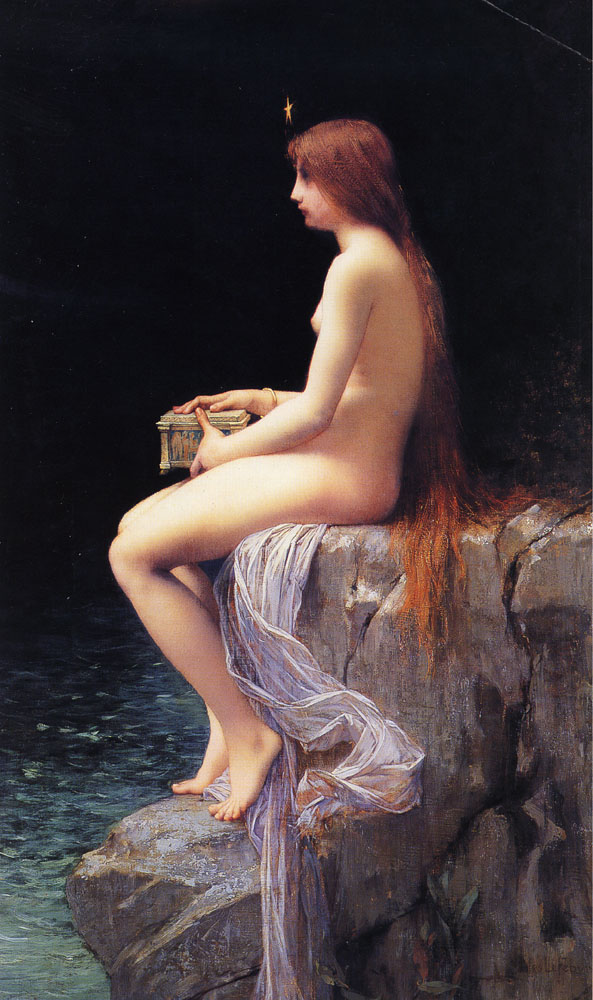
Pandora, por Jules Joseph Lefebvre, 1882.

O gênero é realista por criticar com ironia e pessimismo as condições da época, no entanto não está isento de resíduos românticos presentes nos romances, nas paixões e nos amores de Brás Cubas, ainda que o sonho de relações e casamentos perfeitos e a tensão bem x mal, herói x vilão—situações tão convencionais à ficção romanesca—não exista e as personagens ajam calculadamente por puro interesse na obtenção de "status social", na ascensão social através do casamento, como quando o pai de Brás quer que ele se case com Virgília, filha do Conselheiro Dutra, político proeminente. E mesmo assim, Machado não compactua com o esquematismo determinista dos realistas, nem procura causas muito explícitas ou claras para a explicação das personagens e situações. O fato do narrador tentar relatar suas memórias e recriar o passado faz com que o romance também se enquadre em certos elementos do romance impressionista.
Dois outros gêneros significativos em Memórias Póstumas são as antecipações modernas da obra—a estrutura fragmentária não-linear, o gosto pelo elíptico e alusivo e a postura metalinguística de quem escreve e se vê escrevendo (Brás Cubas no início declara explicitamente basear-se em Laurence Sterne). O outro elemento, a fantasia, é encontrada em duas situações: Brás Cubas, mesmo morto e enterrado, ainda assim escreve sua autobiografia e, no Capítulo VII, tem um delírio em que viaja montado num hipopótamo e encontra-se com Pandora, que é interpretado como uma forma de mostrar que o ser humano nada mais é do que um verme diante da Natureza. De fato, certos autores referem-se a esta obra como "a primeira narrativa fantástica do Brasil". O caráter fantástico e realista, cômico e sério, e que também mistura cartas e novelas a uma trama global, além de não haver nenhum enobrecimento dos personagens e de suas ações, deu margem a José Guilherme Merquior escrever que o verdadeiro gênero de Memórias Póstumas de Brás Cubas seria o cômico-fantástico, também conhecido como literatura menipeia.

#### Estilo
Memórias Póstumas de Brás Cubas marca um momento no cenário literário nacional em que Machado de Assis rompe com duas tendências literárias dominantes de seu tempo: a dos realistas que seguiam a teoria de Flaubert, do "romance que narra a si próprio" e que apaga o narrador atrás da objetividade da narrativa; e a dos naturalistas que, na esteira de Zola, pregavam o "inventário maciço da realidade", observada nos menores detalhes. Ao invés disso, Machado de Assis assume postura inovadora e proto-modernista, porque constrói um livro em que cultiva o incompleto, o fragmentário, intervindo na  narrativa para conversar diretamente com o leitor e comentar o próprio romance e suas personagens e fatos.

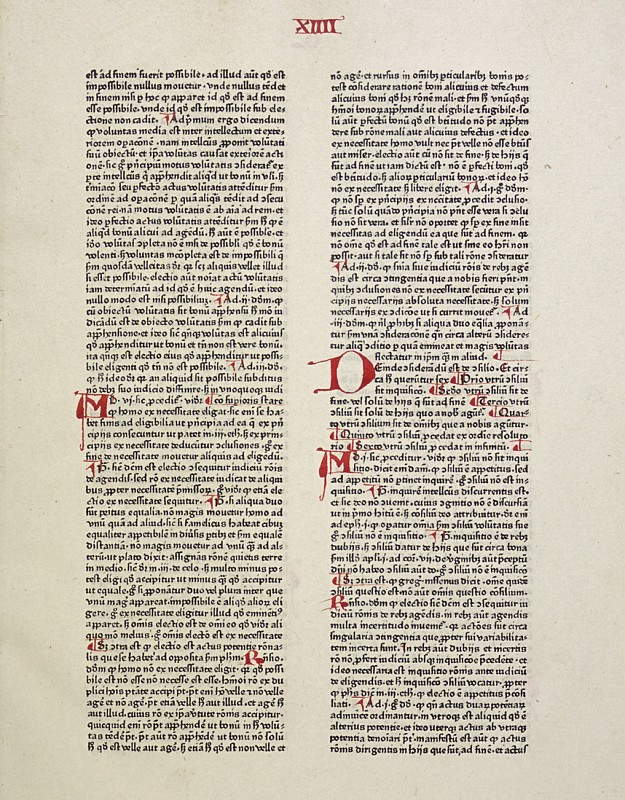
Página da Suma Teológica.

Tornou-se comum atribuir à leitura do livro um caráter de diversão e prazer por detrás de sua perspectiva desencantada. Entre seus traços, destacam-se os do universalismo, psicologismo, de arquétipos e o uso de um estilo "enxuto" por primar "pelo equilíbrio, pela disciplina clássica, pela correção gramatical e pela concisão, pela economia vocabular". Assim, Machado seria sóbrio e parcimonioso, ao contrário de Castro Alves, José de Alencar e Rui Barbosa que abusariam imoderadamente do adjetivo e do advérbio. De fato, Francisco Achcar escreve que o livro é sem vocabulário difícil e que "alguma dificuldade que pode ter um leitor de hoje se deve ao fato de que certas palavras caíram em desuso". A linguagem de Memórias Póstumas de Brás Cubas, contudo, não é simétrica e mecânica, mas possui um ritmo.
O livro é permeado por intertextualidade e ironias. O segundo recurso logo nota-se na "Dedicatória" de Brás Cubas ao verme que primeiro roeu as frias carnes do meu cadáver. A ironia é vista como uma forma de "revolta pela vida" usada por Machado para fazer rir, quando como por exemplo Brás Cubas escreve: a sabedoria humana não vale um par de botas curtas [...] Tu, minha Eugênia, é que não as descalçaste nunca à personagem que era coxa de nascença, num célebre exemplo de humor negro. O primeiro recurso, por sua vez, refere-se às referências machadianas aos estilos de outros grandes autores do Ocidente: "Na maioria dos casos, essas referências são implícitas, só podem ser percebidas por leitores familiarizados com as grandes obras da literatura." Brás Cubas, por exemplo, refere-se no início do livro a Xavier de Maistre e depois a obras como a Suma Teológica. Por conta disso os críticos notam que o estilo machadiano é "culto" por "fazer uso da cultura e sua compreensão aprofundada exige cultura da parte do leitor." Para saber mais sobre as intertextualidades no livro, vá à seção Influências literárias abaixo.

#### Pioneirismo
Memórias Póstumas de Brás Cubas antecipa muitos elementos de vanguarda que só serão amplamente assimilados pelo público e explorados pelos artistas no século seguinte ao que foi publicado, conforme atestam autores como Donaldo Schüler e José Paulo Paes. Neste aspecto, destacam-se os capítulos LV: O velho diálogo de Adão e Eva e CXXXIX: De como não fui ministro d'Estado, cujos diálogos são pontilhados, recurso tipográfico incomum na ficção da época, mas que, no romance, serve para deixar pensamentos, ações e falas subentendidas, conforme demonstram os trechos abaixo:
Um dos nomes da Poesia Concreta, Décio Pignatari, em seu Semiótica e Literatura, também atribui a Machado a feitura de um poema "pré-concreto" em duas partes no capítulo XXVI: O autor hesita, quando Brás Cubas escreve:
arma virumque cano

A

Arma virumque cano

arma virumque cano

arma virumque

arma virumque cano

virumque
o virumque que me fez chegar ao nome do próprio poeta, por causa da primeira sílaba; ia a escrever virumque — e sai-me Virgílio, então continuei:
Vir                Virgílio

Virgílio        Virgílio

Virgílio

Virgílio
A respeito da temática, a crítica também tem assinalado que diversos recursos de fantasia do livro, como a famosa passagem em que Brás Cubas relata montar num hipopótamo, sem contar o próprio fato do narrador contar sua história já morto, antecipam elementos literários do realismo mágico de escritores como Jorge Luis Borges e Julio Cortázar. Mesmo alguns temas do existencialismo contemporâneo de Albert Camus e Sartre são encontrados no romance machadiano, como a relação do fato real e do imaginário de Brás Cubas e as outras personagens.

### Temática e interpretação
Entre as diversas interpretações que se faz do livro, temos a sociológica. Sob esse parâmetro, Memórias Póstumas é um livro sobre seu tempo e costumes. Críticos que analisam características sociais da trama, destaque para Roberto Schwarz e Alfredo Bosi, notam a volubilidade do narrador da elite e analisam uns e outros personagens de acordo com a sua posição social, além de centrarem-se no contexto ideológico do Segundo Império. Contexto, datas e ambientação são informações importantes para esses críticos. Entre as óticas sociológicas destaca-se as análises de Brás Cubas, homem de família abastada que desde a infância era mimado, uma personagem "beneficiária arrogante ainda que também humilhada da situação propiciada pela escravidão e pelas enormes desigualdades sociais." Assim, o livro é visto como uma obra que assume o "ponto de vista da melancolia, da ruína e da morte ante a situação, rindo de quase tudo e ridicularizando também os dramas dessas frações beneficiárias, que, contudo, aparecem como comédia ou ópera-bufa." Seria um beneficiário cínico que, como ele mesmo escreve no capítulo final, não trabalhou, não pagou o pão com o suor do rosto, em alusão à Gênesis: "No suor do teu rosto comerás o teu pão", mostrando que a propriedade herdada era muito importante para as personagens e a época, daí a luta constante entre ele e sua irmã Sabina e o cunhado Cotrim em ficar com o dinheiro do pai recém-morto e também da preocupação da divisão do espólio após a morte do próprio narrador. Schwarz refere-se à obra como um retrato do liberalismo de fachada que convivia com o regime escravocata.

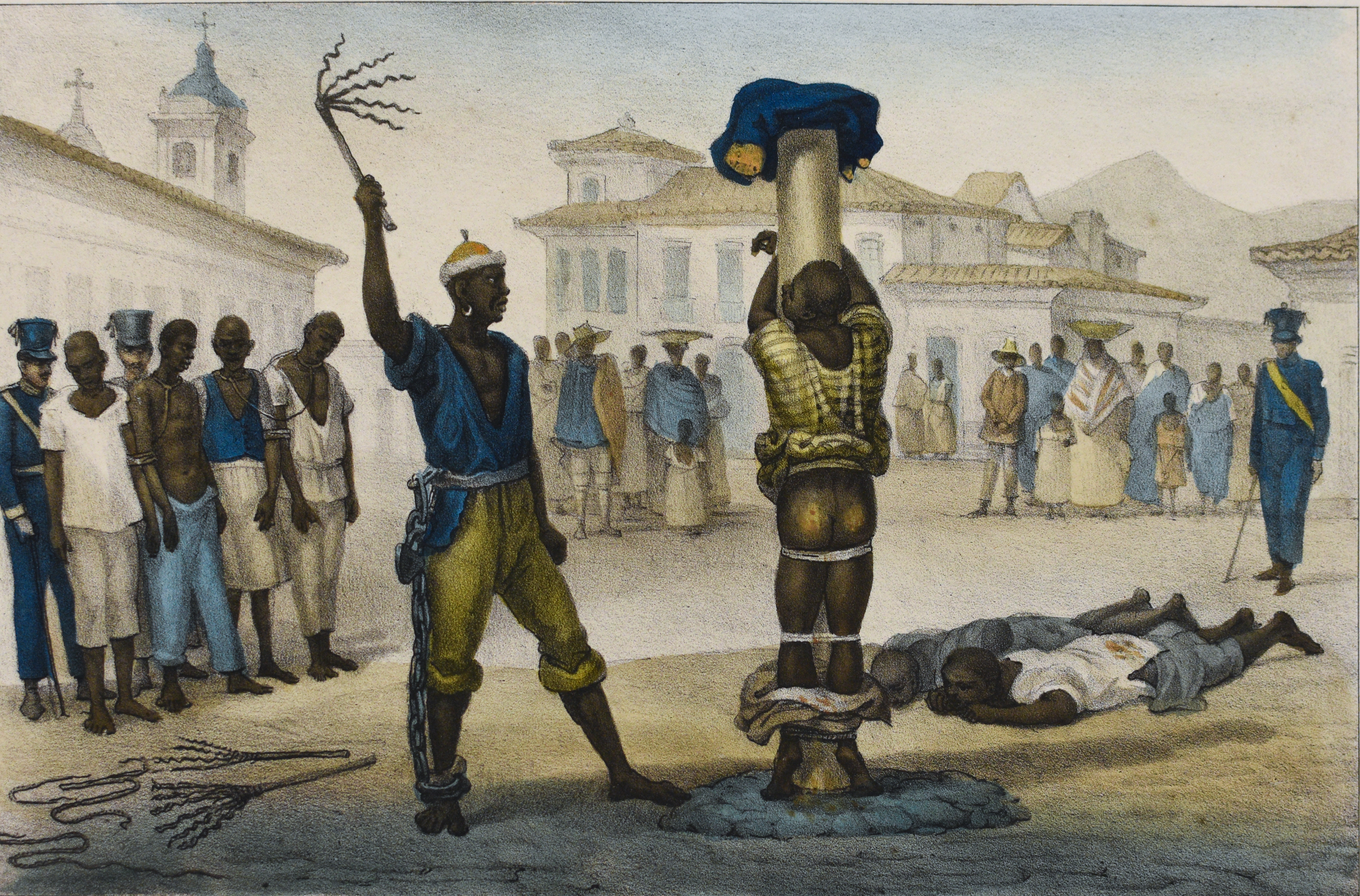
Pelourinho, por Jean-Baptiste Debret, retrata a escravidão no Segundo Império. Em Memórias Póstumas, a passagem em que o ex-escravizado Prudêncio, que era judiado por Brás Cubas quando criança, adquire, quando alforriado, um outro negro como escravo só para lhe aplicar chicotadas é frequentemente lembrada como uma das mais perturbadoras sobre o retrato da escravidão, da exploração do homem pelo homem e de toda a literatura brasileira.

Os críticos sociológicos também acreditam que o fato do protagonista ser morto o faz narrar sua vida com "total isenção" e inteiramente "desvinculado de qualquer relação com a sociedade" e, neste descomprometimento propiciado pela morte, possui o poder de dizer, falar, zombar e criticar quem e o que quiser. Outros críticos que também se atém na temática da morte são os preocupados com interpretações cognitivas, existenciais ou psicológicas, que centram-se na figura do humorista melancólico e no discurso do homem subterrâneo, solitário e reflexivo. Isso não quer dizer que muitas vezes uma interpretação englobe outras. Numa análise sócio-psicológica, por exemplo, críticos têm citado a trágica cena do Capítulo LXVIII (68): O vergalho, em que Prudêncio, o moleque negro que na infância de Brás era seu cavalo de montar, quando fica mais velho e livre, compra um escravo para si próprio—cena que é considerada uma das páginas de ficção mais perturbadoras já escritas sobre a psicologia do escravismo. Além disso, é interpretada como uma visão cética quanto aos malefícios da escravidão: violência gera violência e ao oprimido não basta a liberdade. É estudado também o papel não só dos escravos mas de pessoas oprimidas na obra—como Eugênia e Dona Plácida, brancas e livres mas que não deixam de ser humilhadas e ingenuamente dominadas.
A crítica literária não deixa de analisar o caráter filosófico do romance, com o seu Humanitismo e vê que o sarcasmo de Brás Cubas, diante do cientificismo propiciado por Charles Darwin e que no Brasil de 1880 ainda se "dava por coveiro da filosofia", reabre a interrogação metafísica e a perplexidade radical ante o ser humano. De fato, esta filosofia é uma sátira ao positivismo de Comte, ao cientificismo do século XIX e à teoria de seleção natural. Assim, um dos temas do livro, que concerne essa nova filosofia inventada pelo autor, é o de que o homem é sujeito à natureza e seus caprichos e não "soberano invulnerável da criação." Surge pela primeira vez na prosa machadiana no Capítulo CLVII (157) de Memórias, recebendo um adendo no Capítulo CXLI (141), para comentar uma briga de cães. A partir disso, as ideias humanitistas acompanham Brás Cubas até o final do livro; este compreende a teoria, ao contrário do Rubião de Quincas Borba, onde a filosofia fictícia recebe maior explicação e destaque. Por outro lado, vasculhando outros temas, críticos psicanalistas têm notado as cenas de nervoso na obra e não separam a relação que elas tem com a própria saúde do autor, que se acredita ter sido epiléptico, embora não gostasse de tornar isso público, o que o teria feito omitir a palavra "epilepsia" de uma das edições ulteriores, mas que deixaria escapar na edição primeira ao descrever o padecimento da personagem Virgília diante da morte de Brás Cubas: Não digo que se carpisse; não digo que se deixasse rolar pelo chão, epiléptica..., que fora substituída por: Não digo que se carpisse, não digo que se deixasse rolar pelo chão, convulsa... As interpretações sobre a obra foram sendo adquiridas e apresentadas por críticos diferentes ao longo do tempo; Alfredo Bosi escreveu que nenhuma interpretação sozinha, no entanto, seria suficiente para "compreender a densidade do olhar machadiano".

### Influências literárias e filosóficas

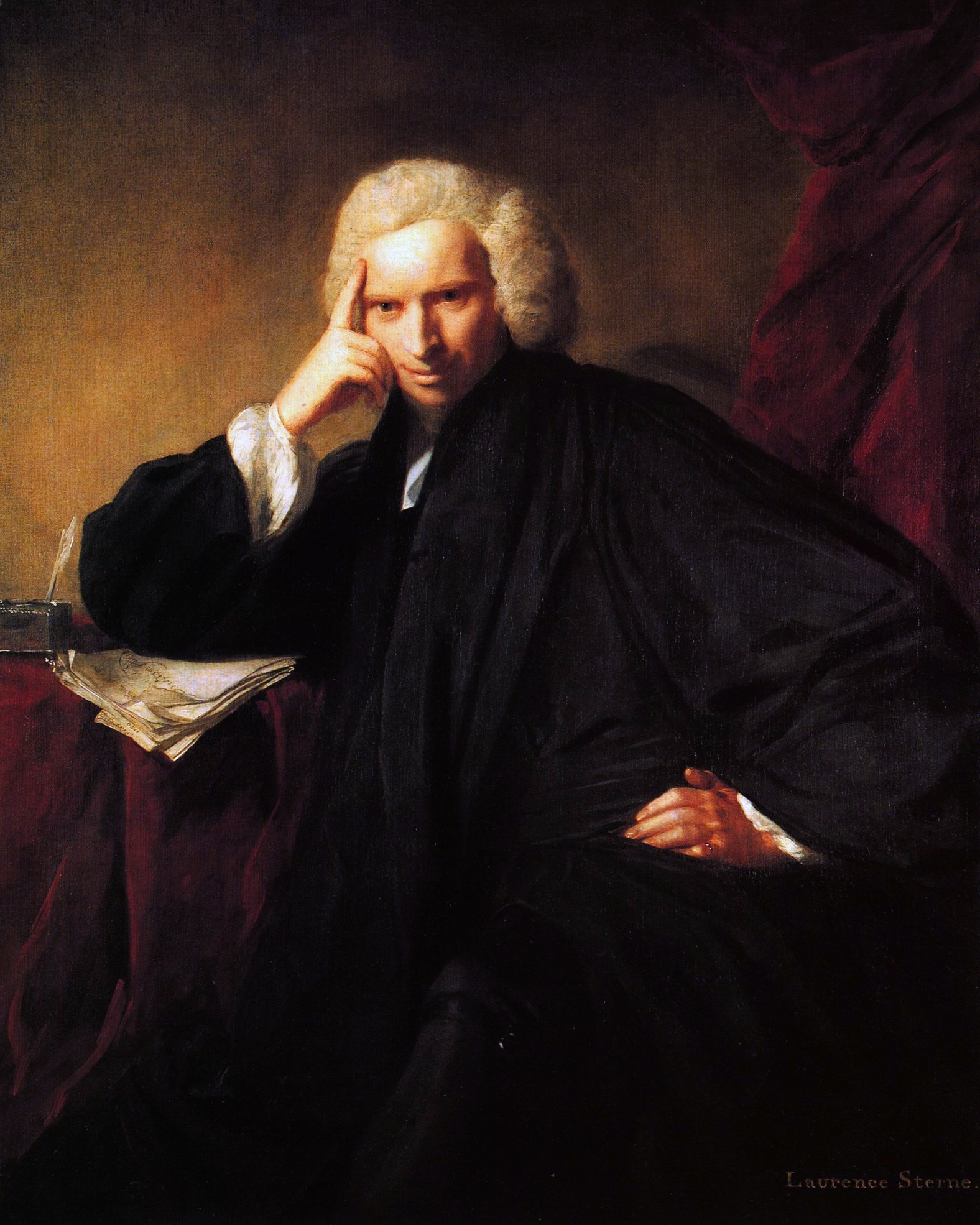
Laurence Sterne, por Joshua Reynolds, 1760.

Os escritores Laurence Sterne, Xavier de Maistre e Almeida Garrett constituem a gama de autores que mais influenciaram esta obra, sobretudo os capítulos 55 e 139 com diálogos pontilhados, ou os capítulos-relâmpago (como 102, 107, 132 ou 136) e o garrancho da assinatura de Virgília no capítulo 142 das Memórias Póstumas de Brás Cubas. Quando Brás Cubas diz que adotou a "forma livre" de Sterne, está explicitando que Machado de Assis foi influenciado pela narrativa digressiva da obra Tristram Shandy. O crítico francês Gérard Genette, por exemplo, escreve que da mesma forma que Virgílio contou a estória de Eneias à forma de Homero, Machado contou a estória de Brás à forma de Sterne. José Guilherme Merquior acrescenta o fato de que a Memórias, contudo, possui uma fantasia não presente em Sterne e um "humorismo sardônico" oposto ao humorismo "simpático" e "sentimental" de Tristram Shandy, e que as obras Viagem à Roda do Meu Quarto (1795) e Viagens na Minha Terra (1846) foram as outras leituras pretéritas e decisivas para a elaboração de Memórias. Merquior também cita outras possíveis influências, como a mitologia clássica, Luciano de Samósata, Fontenelle (especialmente seu Dialogues des Morts, 1683), Fénelon e as Operette Morali (1826) de Leopardi, que fariam Memórias Póstumas se aproximar do gênero cômico-fantástico, também conhecido como literatura menipeia. No capítulo XLIX, cita o otimista dr. Pangloss, da obra filosófica Cândido de Voltaire, que dizia que "o nariz foi criado para uso dos óculos", e faz com que Brás conclua que a visão de Pangloss está errada pois a explicação sobre o sentido de tal órgão estava na observação do hábito do faquir, que "gasta longas horas a olhar para a ponta do nariz, com o fim único de ver a luz celeste" e "perde o sentimento das cousas externas, embelza-se no invisível, apreende o impalpável, desvincula-se da Terra, dissolve-se, eteriza-se", terminando com a sugestão política de que a necessidade e poder do homem de contemplar o seu próprio nariz são modo de obter "a subordinação do universo a um nariz somente".
Em sua História da Literatura Brasileira, lançada em 1906, onde reserva o capítulo final exclusivamente para Machado de Assis, José Veríssimo aposta também na influência bíblica do Eclesiastes. De fato, estudos posteriores revelaram que Machado não só era grande leitor do Eclesiastes como este fora o seu livro de cabeceira até a morte. Sobre tal influência, escreveu Veríssimo: "As Memórias póstumas de Brás Cubas são a epopeia da irremediável tolice humana, a sátira da nossa incurável ilusão, feita por um defunto completamente desenganado de tudo. (...) A vida é boa, mas com a condição de não a tomarmos muito a sério. Tal é a filosofia de Brás Cubas (...) Desta arriscada repetição do velho tema da vaidade de tudo e do engano da vida, a que o Eclesiastes bíblico deu a consagração algumas vezes secular, saiu-se galhardamente Machado de Assis. Transportando-o para o nosso meio, incorporando-o no nosso pensamento, ajustando-o às nossas mais íntimas feições, soube renová-lo pela aplicação particular, pelos novos efeitos que dele tirou, pelas novas faces que lhe descobriu e expressão pessoal que lhe deu."

Arthur Schopenhauer.

O romance está permeado de várias outras influências filosóficas e, inclusive, alguns consideram Memórias Póstumas de Brás Cubas justamente o mais filosófico da obra machadiana. Como vimos anteriormente, precisou estudar ou pelo menos passar tanto pelo cientificismo propiciado por Charles Darwin, que reabria naquelas décadas finais do século 19 interrogações metafísicas e perplexidade existencial, como pelo positivismo de Auguste Comte, abrangendo seleção natural, darwinismo social e afins, para criticá-los e retratá-los na filosofia paródica do Humanitismo. Além de Voltaire, outro filósofo que fazia parte das leituras frequentes do autor era Pascal, cujo prenome, Blaise, teria sido, segundo alguns estudiosos, traduzido por Brás, o protagonista do livro, embora no terceiro capítulo o protagonista diga que seu nome deriva do fidalgo e português homônimo, Brás Cubas, fundador da vila de Santos e governador da Capitania de São Vicente. Porém, a "sensação dupla e indefinível", de Céu e Inferno, tão exposta por Pascal em Pensées, é logo citada explicitamente por Brás Cubas no Capítulo XCVIII, em francês original ("l'ange et la bête"), quando ele está diante de Nhã-loló. Pascal também escrevia que o homem está sempre diante do tudo e do nada, e nas Memórias Póstumas o tema da precariedade da condição humana é expresso pela miséria e pela temporalidade da vida. Sérgio Buarque de Hollanda chegou a comentar, porém, que o mundo machadiano, em contraposição ao de Pascal, era um mundo sem paraíso.
Embora alguns afirmem que foi com Pascal que Memórias Póstumas adquiriu um tom cético, os estudiosos não deixam de citar Schopenhauer como a principal influência filosófica do livro. Nele, Machado teria encontrado visões do pessimismo e ainda desdobrado sua escrita em mitos e metáforas acerca de uma "inexorabilidade do destino". Raimundo Faoro, sobre a obra do filósofo alemão na obra machadiana, chegou a argumentar que o autor brasileiro havia realizado uma "tradução machadiana da vontade de Schopenhauer", sempre com críticas sociais e de classe. Antonio Candido notou que Machado de Assis conseguiu utilizar a filosofia de Schopenhauer em Memórias Póstumas de uma forma muito profunda. Segundo Schopenhauer, o universo é a vontade, cega, obscura e irracional de viver e a lei do real não é nenhum logos harmonioso, mas sim um conflitivo querer, fatalmente doloroso, porque necessariamente insatisfeito; "por isso, a dor é a essência das coisas, e só no ideal de renúncia aos desejos se pode colher alguma felicidade." Então, O Mundo como Vontade e Representação (1819), para alguns, encontra seu cume alto em Machado de Assis com todos os desejos frustrados do personagem Brás Cubas.

## Influência, legado e diálogos
Memórias Póstumas de Brás Cubas influenciou decisivamente os escritores John Barth e Donald Barthelme, que inclusive reconheceram a influência. A Ópera Flutuante, primeiro livro escrito pelo primeiro dos dois, foi influenciado pela técnica de "jogar livremente com as ideias" de Tristram Shandy e de Memórias Póstumas.
Por sua vez, o romance O amanuense Belmiro, de Ciro dos Anjos, tem sido frequentemente relacionado pela crítica com Memorial de Aires e Memórias Póstumas. Como escreve um dos críticos, O amanuense é "destinado ao registro de impressões autobiográficas de um obscuro funcionário estadual [...] possuindo muitas passagens que lembram as meditações irônicas e pessimistas de Brás Cubas." Ciro via Machado de Assis como seu mestre literário e sua obra é toda permeada pela tentativa de alcançar o estilo dele.
Os estudiosos também traçam diálogos entre este livro e outros da literatura nacional, como Grande Sertão: Veredas (1956), de Guimarães Rosa, que retoma a "viagem de memória" presente também em Dom Casmurro, além de seus textos descreverem doenças mentais como os de Machado; e Memórias Sentimentais de João Miramar (1924), de Oswald de Andrade, obra capital do modernismo no Brasil, que é identificado como uma "homenagem" às memórias de Brás Cubas.
Em se tratando ao próprio conjunto de obras do autor, Memórias Póstumas marcou para sempre a escrita de Machado de Assis e propiciou novos significados e estilos e uma temática amadurecida em diversos contos e mais outros quatro romances prestigiados, todos, como as Memórias, compostos em capítulos curtos, todos (a exceção de Quincas Borba) narrados em primeira pessoa e substancialmente ambíguos e ricos em relação a elementos básicos da história. Conforme vimos, diversas técnicas ousadas em Memórias Póstumas só surgirão mais amplamente muito tempo depois nas vanguardas do século seguinte, como notavelmente os elementos gráficos dos capítulos LV e CXXXIX; Décio Pignatari, um dos nomes da Poesia Concreta, atribuiu a Machado a feitura de um poema "pré-concreto" em duas partes no capítulo XXVI de Memórias Póstumas de Brás Cubas. Tais características também foram assinaladas a respeito do gênero romance em ensaios teóricos de críticos e escritores como Donaldo Schüler e José Paulo Paes. Elementos de fantasia do livro fizeram com que críticos, sobretudo estrangeiros, afirmassem que ele antecipa elementos literários do realismo mágico de escritores como Jorge Luis Borges e Julio Cortázar, e mesmo alguns temas do existencialismo contemporâneo de Albert Camus e Sartre, como a relação do fato real e imaginário de Brás Cubas e as outras personagens.

## Recepção

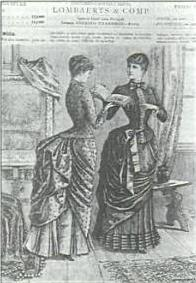
Página da revista A Estação, 1884.

Com a publicação do livro, alguns poucos amigos ou colegas noticiaram o volume, publicados na Gazetinha e na Revista Ilustrada, embora ele tenha recebido relativa fama. Talvez o motivo mais plausível para isso seja justamente o fato de que, antes da publicação integral em livro, já havia sido leitura gradual de folhetim, tendo sido a princípio, portanto, publicado "aos pedaços", como escreveria o próprio Machado. No entanto, como comparação, no mesmo ano de 1881, O Mulato, de Aluísio de Azevedo, era publicado e provocou polêmica, merecendo mais de duzentos comentários e resenhas por todo o país, contudo sua legilidade era de outra natureza. Mas o caráter inovador do livro machadiano provocou amplo debate e fez estranhar a crítica da época. Em 2 de fevereiro de 1881, um crítico assinando sob o pseudônimo de "U.D.", em que acredita ter sido Urbano Duarte de Oliveira, escreveu que a obra de Machado era "falsa", "deficiente", "sem nitidez", e "sem colorido":
"É um livro de filosofia mundana, sob a forma de romance. Para romance falta-lhe o entrecho e o leitor vulgar pouco pasto achará para sua imaginação e curiosidade banais. [...] Há no correr da obra, percepções singulares, conceitos de grande agudeza, certa veia cômica que faz rir para não fazer chorar, e umas tantas tendências naturalistas assaz atenuadas pela polidez natural do autor. Em suma, a nossa impressão final é a seguinte: a obra do sr. Machado de Assis é deficiente, senão falsa, no fundo, porque não enfrenta com o verdadeiro problema que se propôs a resolver e só filosofou sobre caracteres de uma vulgaridade perfeita; é deficiente na forma, porque não há nitidez, não há desenho, mas bosquejos, não há colorido, mas pinceladas ao acaso."
Capistrano de Abreu, em resenha de sua autoria, perguntava-se: "As Memórias Póstumas de Brás Cubas serão um romance?" E continua:
"O romance aqui é simples acidente. O que é fundamental e orgânico é a descrição dos costumes, a filosofia social que está implícita. [...] Segundo esta filosofia, nada existe de absoluto. O bem não existe; o mal não existe; a virtude é uma burla; o vício é um palavrão. [...] Filosofia triste, não é? O autor é o primeiro a reconhecê-lo, e por isso põe-na nas elucubrações de um defunto, que nada tendo a perder, nada tendo a ganhar, pode despejar até às fezes tudo quanto se contém nas suas recordações."
Macedo Soares escreveu uma carta amigável a Machado notando a analogia do livro com Viagens na Minha Terra de Garrett. Em 1899, Machado de Assis respondeu aos comentários de Capistrano e Macedo no prólogo da 3ª edição do livro, escrevendo: "Ao primeiro respondia já o defunto Brás Cubas (como o leitor viu e verá no prólogo que vai adiante) que sim e que não, que era romance para uns e não o era para outros. Quanto ao segundo, assim se explicou o finado: 'Trata-se de uma obra difusa, na qual eu, Brás Cubas, se adotei a forma livre de um Sterne ou de um Xavier de Maistre, não sei se lhe meti algumas rabugens de pessimismo.' Toda essa gente viajou: Xavier de Maistre à roda do quarto, Garrett na terra dele, Sterne na terra dos outros. De Brás Cubas, se pode talvez dizer que viajou à roda da vida."
Silvio Romero não gostou do rompimento de Machado com a linearidade narrativa e com a natureza do enredo tradicional; além disso, o humor machadiano seria "imitação afetada e pouco natural de autores ingleses", particularmente de Sterne. Romero escreveu um livro inteiro sobre o autor, intitulado Machado de Assis: estudo comparativo de literatura brasileira (1897), comentado por Machado numa carta a Magalhães de Azeredo em 1898 como "um éreintement, para não parecer imodesto: a modéstia, segundo ele, é um dos defeitos, e eu amo os meus defeitos, são talvez as minhas virtudes. Apareceram algumas refutações breves, mas o livro aí está, e o editor, para agravá-lo, pôs-lhe um retrato que me vexa, a mim que não sou bonito."
Artur Azevedo, sob o pseudônimo de Elói-o-herói, comentou o livro de Romero na A Estação de 15 de dezembro de 1897, não concordando com a visão que o autor transmitia de Machado: "Façam as comparações que quiserem: o glorioso autor das Memórias Póstumas de Brás Cubas é, por enquanto, o primeiro homem de letras que o Brasil tem produzido." Outro resenhista, mais cedo, à época do lançamento do livro, provavelmente o contista e jornalista Artur Barreiros sob o pseudônimo de Abdiel, em 28 de fevereiro de 1881 escrevia posicionamento que já prefigurava toda a concordância geral posterior sobre Machado de Assis e sua obra:
"[...] é opinião minha, repito, que este extraordinário romance de Brás Cubas não tem correspondente nas literaturas de ambos os países de língua portuguesa e traz impressa a garra potente e delicadíssima do Mestre. [...] É soberano, límpido, musical, colorido, grave, terno, brincalhão, conceituoso, magistral, o estilo deste livro notável que se tem publicado em literatura amena depois da morte de José de Alencar."

Tais notas referem-se à recepção contemporânea à época do lançamento. Ao cabo das décadas posteriores à sua publicação, o livro recebeu ainda mais apreciação, análises e estudos, como vimos na seção anterior de influências e diálogos e como veremos na próxima seção sobre o seu legado.

## Legado
Para a crítica moderna especializada, Memórias Póstumas de Brás Cubas é um dos livros mais inovadores de toda a literatura brasileira. De certa forma, constitui um marco decisivo no desenvolvimento da obra de Machado de Assis e na evolução da literatura nacional e, ao mesmo tempo, é considerado o primeiro romance realista e a primeira narrativa fantástica do Brasil. Certos críticos modernos arriscam a dizer também que, por seus temas, influências e conexões com filosofias e ciências vigentes da época, é a primeira obra do Brasil que ultrapassa os limites nacionais, pois é um grande romance universal. Em sua importante História da Literatura Brasileira, lançada em 1906, onde reserva o capítulo final para tratar exclusivamente de Machado de Assis, José Veríssimo já sentencia que, com Memórias Póstumas de Brás Cubas, Machado de Asis atinge o "apogeu do seu engenho literário, num romance de rara originalidade, uma obra, a despeito do seu tom ligeiro de fantasia humorística, fundamente meditada e fortemente travada em todas as suas partes, porventura a mais excelente que a nossa imaginação já produziu.

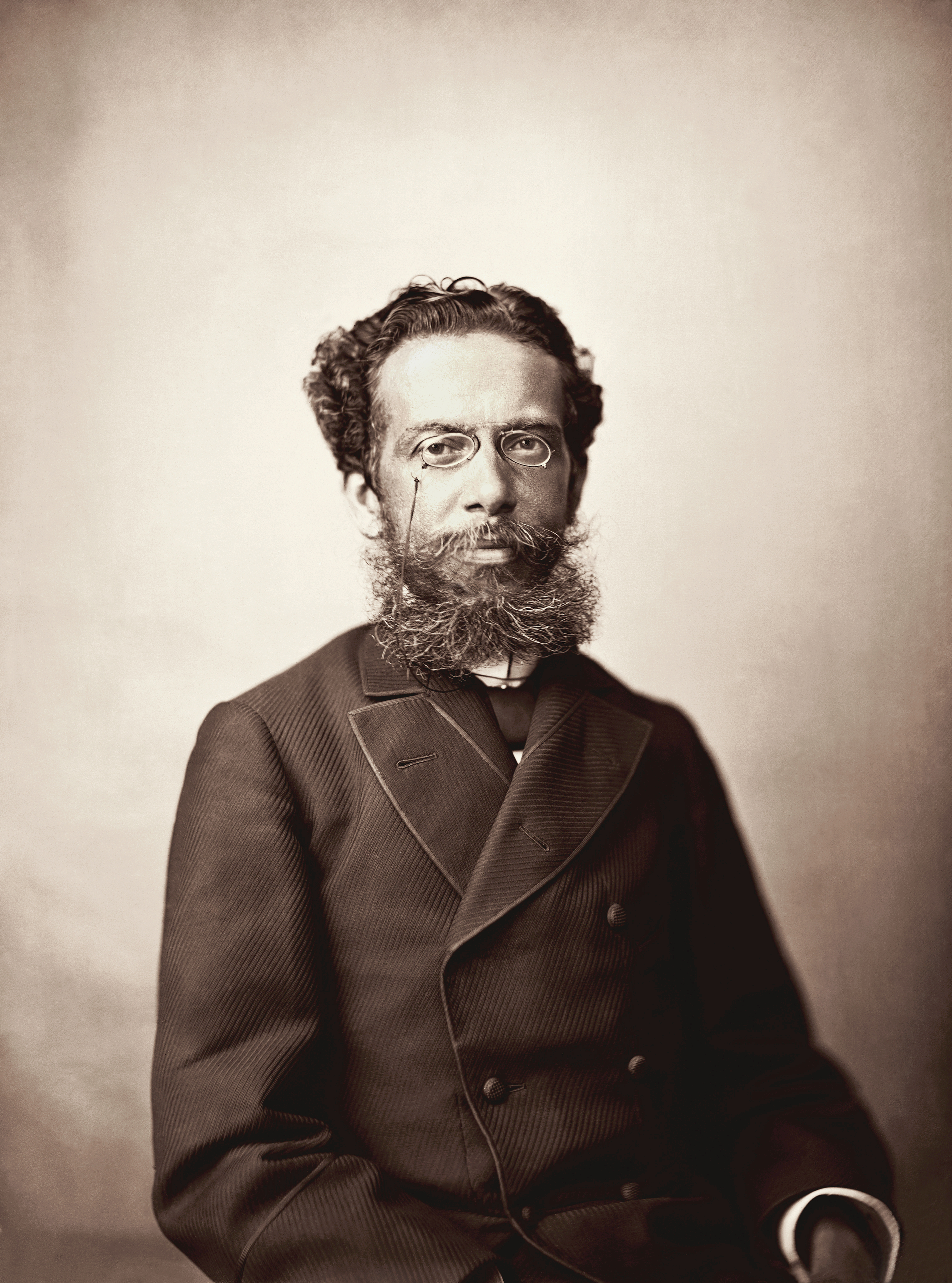
Machado de Assis fotografado por Marc Ferrez, três anos após a publicação de Memórias Póstumas, em 1884, impresso na Galeria Contemporânea do Brasil.

Mesmo críticos posteriores, como Lúcia Miguel Pereira, em 1936, que também foi biógrafa do autor, escreviam que tal inovação foi o motivo pelo qual fez o livro ser tão impactante na época de sua publicação: "Aqui, ousadamente, varriam-se de um golpe o sentimentalismo, o moralismo superficial, a fictícia unidade da pessoa humana, as frases piegas, o receio de chocar preconceitos, a concepção do predomínio do amor sobre todas as outras paixões; afirmava-se a possibilidade de construir um grande livro sem recorrer à natureza, desdenhou-se a cor local, colocou-se o autor pela primeira vez dentro das personagens. [...] A independência literária, que tanto se buscara, só com este livro foi selada. Independência que não significa, nem poderia significar, autossuficiência, e sim o estado de maturidade intelectual e social que permite a liberdade de concepção e expressão. Criando personagens e ambientes brasileiros, bem brasileiros. Machado não se julgou obrigado a fazê-los pitorescamente típicos, porque a consciência da nacionalidade, já sendo nele total, não carecia de elementos decorativos. [...] e por isso pode entre nós ser universal sem deixar de ser brasileiro."
Em seu aclamado História Concisa da Literatura Brasileira (1972), o crítico Alfredo Bosi não deixou de notar o prestígio e a revolução da obra para a literatura mundial: "A revolução dessa obra, que parece cavar um fosso entre dois mundos, foi uma revolução ideológica e formal: aprofundando o desprezo às idealizações românticas e ferindo no cerne o mito do narrador onisciente, que tudo vê e tudo julga, deixou emergir a consciência nua do indivíduo, fraco e incoerente. O que restou foram as memórias de um homem igual a tantos outros, o cauto e desfrutador Brás Cubas." Notando a opção por parte de Machado de Assis em romper com as formas de se fazer literatura em seu tempo com a observação de Bosi em relação às idealizações românticas e ao "narrador onisciente", vemos a criação de um estilo próprio e único que o autor galgou com a realização dessa obra, um estilo tipicamente machadiano.
Da mesma forma, a ensaísta norte-americana Susan Sontag escreveu em 1990 que "Memórias Póstumas de Brás Cubas" (Epitaph of a small winner) é pelo visto um desses livros arrebatadoramente originais, radicalmente céticos, que sempre impressionarão os leitores com a força de uma descoberta particular. É pouco provável que soe como um grande elogio dizer que esse romance, escrito mais de um século atrás, parece, bem... moderno. [...] Sem dúvida, é um dos livros mais divertidamente não provincianos já escritos. E amar esse livro é tornar a si mesmo um pouco menos provinciano a respeito da literatura, a respeito das possibilidades da literatura."
Em 2011, o cineasta norte-americano Woody Allen, ao citar a obra numa entrevista pessoal para o jornal The Guardian como uma das suas favoritas, também destacou o caráter ainda pertinente e absolutamente moderno do livro de Machado de Assis: "Eu consegui Memórias Póstumas de Brás Cubas no correio um dia. Um estranho do Brasil enviou e escreveu: 'Você vai gostar disso'. [...] Fiquei chocado com o quão encantadora e divertida foi a leitura. Eu não podia acreditar que ele viveu há tanto tempo. Você teria pensado que ele escreveu isso ontem. É tão moderno e tão divertido. É um trabalho muito, muito original. Tocou um sino em mim, da mesma forma que The Catcher in the Rye fez. Tratava-se de assunto que eu gostava e foi tratado com grande inteligência, grande originalidade e sem sentimentalismo."
A BBC Culture convidou diversos especialistas de 35 países pelo mundo, recebendo respostas de 108 autores, jornalistas, acadêmicos e tradutores, aos quais foram solicitados para elegerem, respectivamente, 5 obras literárias pertencentes a 33 idiomas distintos, produções essas que permearam entre; contos folclóricos, dramas, poemas e romances, o pedido fora a fim de selecionar os 100 livros que moldaram a sociedade em plano inteiro, Machado de Assis aparece nessa lista, na sexagésima posição (60°), com o escrito: Memórias Póstumas de Brás Cubas.￼

## Publicações

### Edições
Publicado a princípio "aos pedaços", como escreve o próprio Machado, ou seja, em folhetim, pela Revista Brasileira de março a dezembro de 1880 até ser editado definitivamente em 1881 pela Tipografia Nacional, cerca de três mil a quatro mil exemplares foram impressos à época, sem contar os da revista. O volume possui 160 capítulos de extensões variáveis. Entre a publicação inicial do romance em 1880, em partes, na Revista Brasileira, e a sua edição integral em livro em 1881, houve uma publicação parcial do romance no jornal Diário de Pernambuco em 3, 5 e 6 de abril de 1880, ainda durante a publicação serializada. O conteúdo reproduzia o texto da primeira parte, publicada em 15 de março naquela revista.
De acordo com o próprio Machado, à época da 4ª edição do livro, o volume publicado não recebeu grandes modificações ou retificações. Os fragmentos publicados na Revista Brasileira foram corrigidos em vários lugares pelo autor. Quando teve que o rever para a terceira edição, "emendei alguma coisa e suprimi duas ou três dúzias de linhas. Assim composto, sai novamente à luz esta obra que alguma benevolência parece ter encontrado no público", escreveu ele. As modificações mais significativas que ocorreram da passagem de folhetim para livro publicado tinham sido somente a introdução do famoso preâmbulo, assinado por Brás Cubas e denominado "Ao Leitor", e a substituição de uma epígrafe retirada de uma comédia de Shakespeare pela dedicatória ao primeiro verme que roeu as frias carnes do meu cadáver. Também acredita-se que o principal trabalho de revisão de Machado de Assis foi focar-se no início e no final do livro, as duas partes onde notam-se "recursos criativos destinados a abalar várias das convenções vigentes na prosa de ficção da época."
O primeiro país estrangeiro a publicá-lo foi a França, em 1911, traduzido por Adrien Delpech, por conta do contrato de Machado com o editor Baptiste Louis Garnier, dono da Livraria Garnier, que publicava seus livros tanto no Rio de Janeiro quanto em Paris.

### Em outras línguas
O romance tem sido traduzido para outras línguas desde sua primeira publicação em português no Brasil. Abaixo, algumas das traduções mais significativas (fonte: Itaú Cultural):
| Ano                           | Língua       | Título | Tradutor(es)                                                                                                   | Editora |
| ----------------------------- | ------------ | --- | --- | --- |
| 1911 1948 2000                | Francês      | Mémoires posthumes de Braz Cubas Mémoires d'outre-tombe de Braz Cubas Mémoires posthumes de Brás Cubas                                        | Adrien Delpech Chadebec de Lavalade                                                                            | Paris: Livraria Garnier Paris: Éd. Émile-Paul frères Paris: Métailié                                                        |
| 1919 1953                     | Italiano     | Memoire Postume di Braz Cubas Memoire dall'Aldilá                                                                                             | Giuseppe Alpi Laura Marchiori                                                                                  | Lanciano Milão: Rizzoli |
| 1940 2003                     | Espanhol     | Memorias Póstumas de Brás Cubas | Francisco José Bolla José Ángel Cilleruelo                                                                     | Buenos Aires: Club del Libro Madrid: Alianza Editorial                                                                      |
| s/d 1953 1997 2002 2020       | Inglês       | Epitaph of a Small Winner The Posthumous Memoirs of Bras Cubas The Posthumous Memoirs of Brás Cubas Posthumous Memoirs of Brás Cubas: A Novel | William L. Grossman Trafalgar Square Gregory Rabassa Flora Thomson-DeVeaux Margaret Jull Costa/Robin Patterson | Nova York: Noonday Londres: W.H. Allen Londres: Trafalgar Square Oxford: Oxford University Press Penguin Classics Liveright |
| 1956                          | Dinamarquês  | En Vranten Herres Betragtninger | Erick Bach-Pedersen                                                                                            | Copenhagen: Danske Bogsamleres Klub                                                                                         |
| 1957                          | Servo-croata | Posmrtni Zapisi Brasa Cubasa | Josip Tabak | Sarajevo: Narodna Prosvjeta                                                                                                 |
| 1957 1985 1987 2007 2008 2010 | Portugal     | Memórias Póstumas de Brás Cubas | s/t | Lisboa: Bertrand Porto: Lello & Irmão Lisboa: Dinalivro Lisboa: Cotovia Lisboa: Relógio d'Água Alfragide: Dom Quixote       |
| 1967 1979 2003                | Alemão       | Postume Erinnerungen des Brás Cubas Postume Erinnerungen des Bras Cubas Die nachträglichen Memoiren des Bras Cubas                            | Erhard Engler Wolfgang Kayser                                                                                  | Berlim: Rütten & Loening Frankfurt: Suhrkamp Zurique: Manesse Verlag                                                        |
| 1986                          | Romeno       | Memoriile Postume ale lui Brás Cubas | Andrei Ionescu                                                                                                 | Bucareste: Minerva |
| 1996                          | Tcheco       | Posmrtné Paměti Bráse Cubase | Sárka Grauová                                                                                                  | Praga: Torst |
| s/d 1991                      | Neerlandês   | Laat commentaar van Bras Cubas Posthume herinneringen van Brás Cubas                                                                          | A. Mastenbroek jr August Willemsen                                                                             | Bussum: G.J. A Amesterdão: De Arbeiderspers                                                                                 |
| 2001                          | Catalão      | Memòries pòstumes de Brás Cubas | Xavier Pàmies                                                                                                  | Barcelona: Quaderns Crema                                                                                                   |
| 2019                          | Esperanto    | Postmortaj rememoroj de Bras Cubas | Paulo Sérgio Viana                                                                                             | EASP |

## Adaptações
A obra já teve três versões cinematográficas. A primeira, rodada em modo completamente experimental, dirigida por Fernando Cony Campos em 1967, chamava-se Viagem ao Fim do Mundo. A segunda, em 1985, já apresenta um caráter estético mais ousado e foi filmada por Julio Bressane, com Luiz Fernando Guimarães no papel de Brás Cubas. E em 2001, surgiu uma nova produção, embora tivesse sido filmada nos anos 90: essa terceira versão, Memórias Póstumas, foi mais fiel à obra, tendo sido dirigida por André Klotzel, com Reginaldo Faria atuando como Brás Cubas após os 60 anos até ser defunto e Petrônio Gontijo sendo Brás Cubas na sua juventude.
O livro também recebeu uma versão em paródia, Memórias Desmortas de Brás Cubas, de Pedro Vieira, no qual o emplastro transforma Brás Cubas em um zumbi.
Em 2006 recebeu uma versão para o teatro com Nizo Neto como Brás Cubas, Gustavo Ottoni como Quincas Borba e Gabriela Alves como Virgília.
Em agosto de 2010, para integrar a série Grandes Clássicos em Graphic Novel da Editora Desiderata, do grupo Ediouro, que já possuía adaptações de livros como O Alienista, O Pagador de Promessas e Triste Fim de Policarpo Quaresma, Memórias Póstumas foi adaptada pelo desenhista João Batista Melado e o roteirista Wellington Srbek para o formato de HQ, cujo prefácio foi assinado por Moacyr Scliar.